# Hlince (okres Plzeň-sever)
Hlince (dříve Hlinč, německy Hlintsch) jsou obec v okrese Plzeň-sever v Plzeňském kraji. Leží jedenáct kilometrů jihovýchodně od Kralovic. Žije zde 95 obyvatel. Obec je součástí Mikroregionu Kralovicko.

## Historie

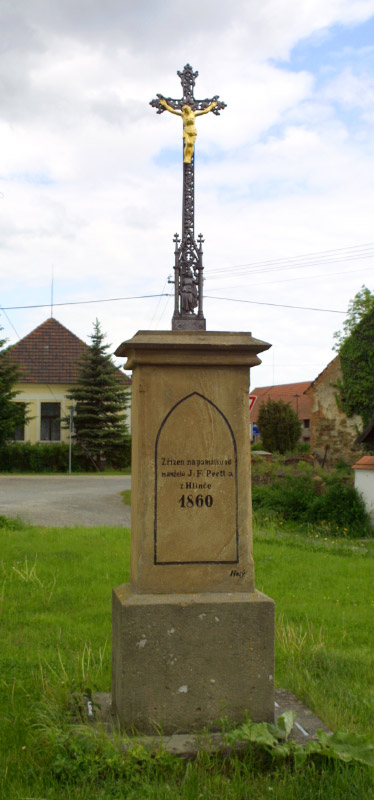
Pamětní křížek z roku 1860

Hlince jsou poprvé připomínány k roku 1361, kdy byly ve vlastnictví Oldřicha z Hlohovic. V průběhu husitských válek byla ves z velké části vypleněna, její obnova byla pozvolná. Ves rozdělenou na několik částí držela např. Markéta z Holovous, později Lobkovicové.
V roce 1529 koupil od poručníků nezletilého Jetřicha Bezdružického mladšího z Kolovrat krašovské panství za 3250 kop Mikuláš Sviták z Landštejna včetně dílu Hlinců. Jan mladší z Lobkovic († 1590) prodal v osmdesátých letech 16. století dvůr v Hlincích spolu s Dubjany a Studenou bratřím Šebestianovi a Oldřichovi Lažanským z Bukové na Chříči.
Roku 1604 prodal Lažanský dvůr Březsko, Hlince a další vsi Janu Týřovskému z Ensidle na Hřebečníkách a Skryjích. Hlince byly od té doby součástí chříčského panství. Během třicetileté války zanikla přibližně polovina z usedlostí, k roku 1651 bylo uváděno pět usedlostí, v následujících letech se Hlince postupně rozrůstaly a o šedesát let později bylo uváděno 11 usedlostí.
Zadlužení bratři Týřovští prodali chříčské panství roku 1701 hraběti Václavu Josefu Lažanskému za 211 tisíc zlatých a 500 zlatých klíčného. Po jeho smrti v roce 1715 panství zdědila jeho manželka Marie Gabriela Lažanská, která půlku panství odkázala pražskému ústavu šlechtičen. V roce 1764 získal ústav od dědiců i druhou polovinu a držel ji až do zrušení patrimoniální správy.
V roce 1890 bylo v Hlincích napočítáno 39 domů se 267 obyvateli české národnosti, byla tu jednotřídka a vápenice. V té době Hlince patřily do okresu Kralovice. Na začátku roku 1924 byla ves přejmenována na Hlince.
U příležitosti 135. výročí narození Jaroslava Brouka mu byla v květnu 2019 na budově obecního úřadu odhalena pamětní deska.

## Přírodní poměry

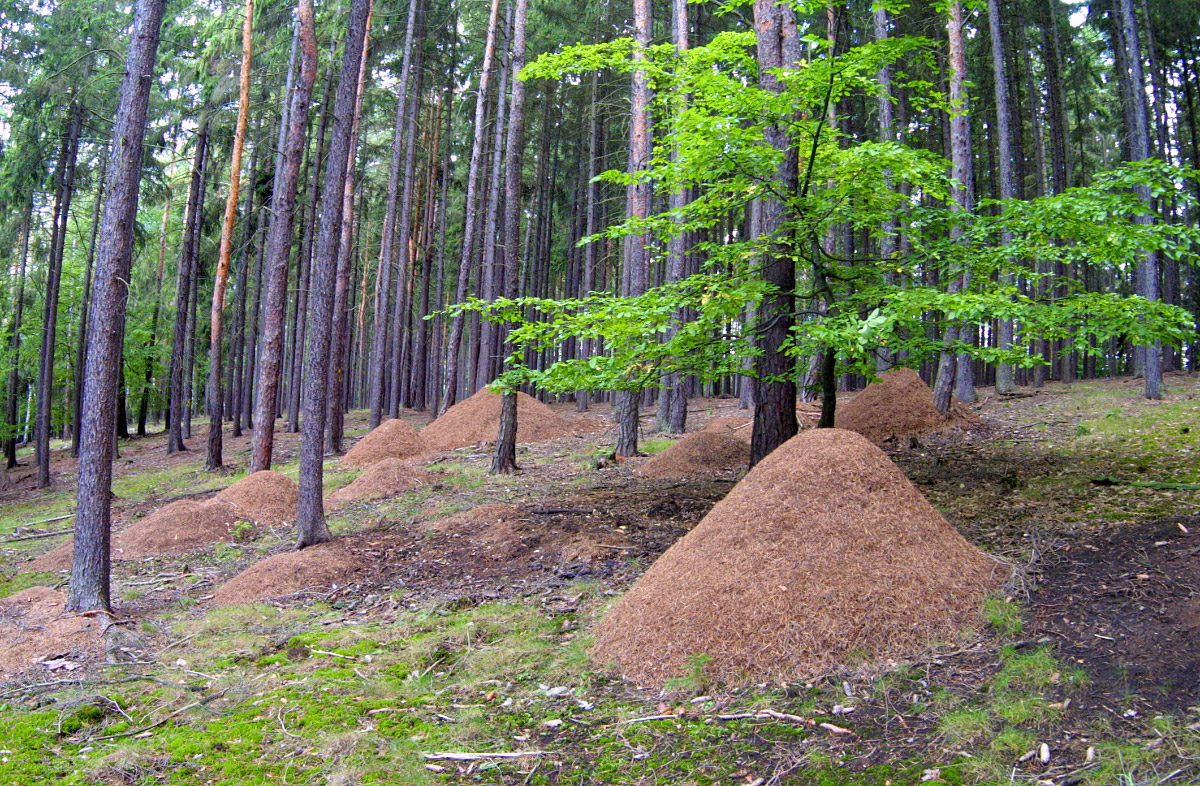
Mraveniště v Hlineckém lese

Součástí obce je osada Ptyč, tzv. Lejskův-Kožíškův Mlýn na Berounce s malou vodní elektrárnou, a osada Dolany, ve které je několik domů a kostel sv. Petra a Pavla. Ves leží na severním okraji přírodního parku Hřešihlavská a sousedí s vesnicemi Studená a Holovousy. V Hlineckém lese západně od vsi jsou lokality s mnoha desítkami mravenišť mravence lesního.

## Obyvatelstvo
| Rok            | 1869 | 1880 | 1890 | 1900 | 1910 | 1921 | 1930 | 1950 | 1961 | 1970 | 1980 | 1991 | 2001 | 2011 | 2021 |
| -------------- | ---- | ---- | ---- | ---- | ---- | ---- | ---- | ---- | ---- | ---- | ---- | ---- | ---- | ---- | ---- |
| Počet obyvatel | 235  | 274  | 267  | 305  | 258  | 290  | 243  | 161  | 156  | 145  | 123  | 94   | 88   | 77   | 80   |
| Počet domů     | 30   | 42   | 39   | 42   | 42   | 42   | 43   | 44   | 42   | 39   | 36   | 41   | 45   | 27   | 50   |

## Obecní správa
Mezi lety 1850–1960 byly Hlince obcí v okrese Kralovice (1850–1930), posléze v okrese Plasy (1950) a později v okrese Plzeň-sever. V letech 1960–1990 patřily jako část obce k Chříči a od 24. listopadu 1990 jsou opět samostatnou obcí. V letech 1870–1887 k obci patřily Holovousy a Studená.

### Obecní symboly
Znak a vlajka byly obci uděleny rozhodnutím předsedy Poslanecké sněmovny Parlamentu České republiky dne 31. ledna 2002.

## Pamětihodnosti
Náves vsi je obklopena přízemními statky se širokými dvory, řada z nich jsou tradiční roubenky. Minimální rozsah modernizací a rušivých novostaveb byl důvodem pro vyhlášení vsi za vesnickou památkovou zónu.
Památkově chráněné jsou:
- Kostel svatého Petra a Pavla
- Usedlost čp. 8
- Usedlost čp. 9
- Usedlost čp. 14
- Usedlost čp. 22

## Rodáci
- Jaroslav Brouk (1884–1953), obchodník a podnikatel, spolumajitel firmy Brouk + Babka

## Galerie

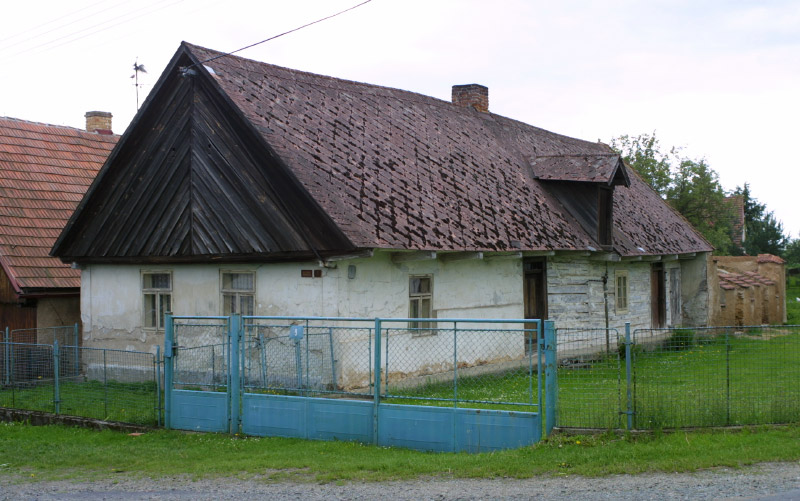
čp. 9
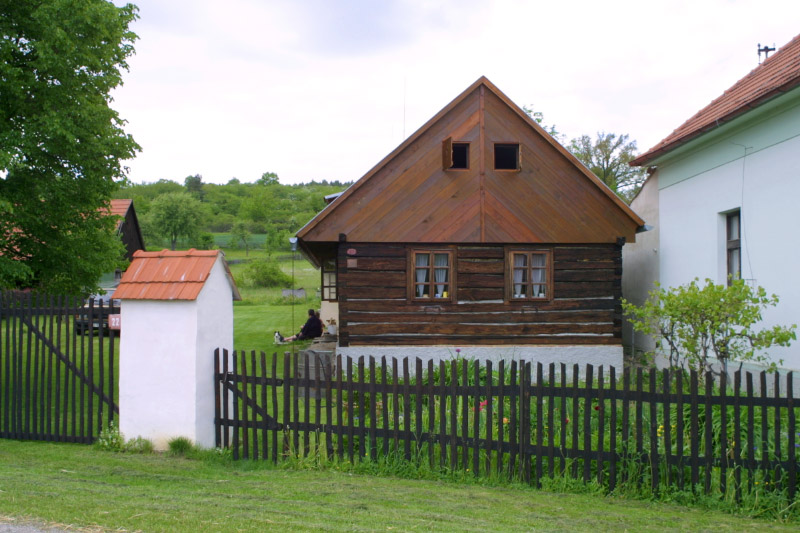
čp. 22
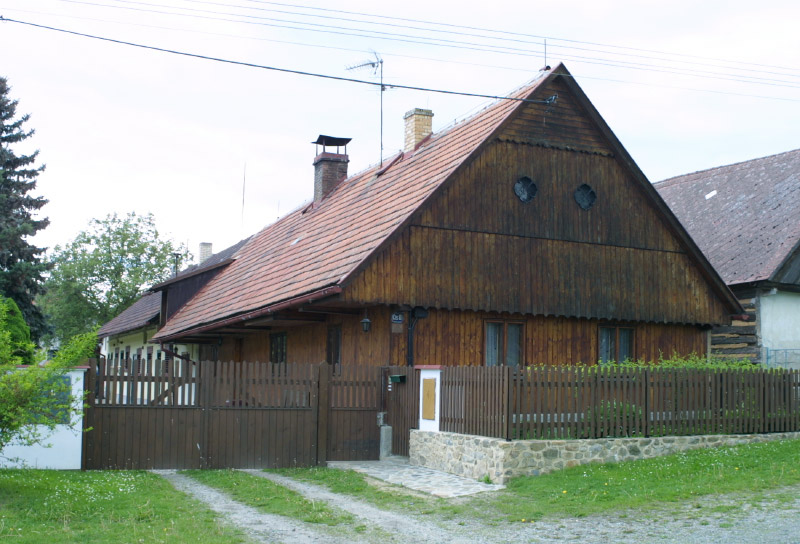
čp. 8
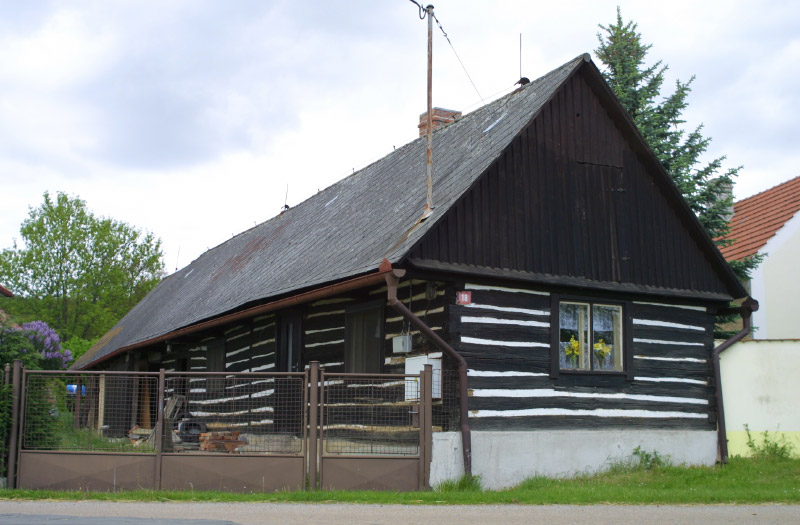
čp. 18